# Казаков, Темирей Токурович
Темирей Токурович Казаков (1923—1946) — сержант Рабоче-крестьянской Красной Армии, участник Великой Отечественной войны, Герой Советского Союза (1945).

## Биография
Темирей Казаков родился в 1923 году в посёлке Озёрное (ныне — Усть-Канский район Республики Алтай). После окончания семи классов школы работал водителем в колхозе. В марте 1942 года Казаков был призван на службу в Рабоче-крестьянскую Красную Армию. С мая того же года — на фронтах Великой Отечественной войны. В 1944 году вступил в ряды ВКП(б). К январю 1945 года младший сержант Темирей Казаков был наводчиком орудия 507-го отдельного истребительно-противотанкового артиллерийского полка 5-й ударной армии 1-го Белорусского фронта. Отличился во время освобождения Польши.
30—31 января 1945 года во время боя за город Гожув-Велькопольский Казаков заменил собой погибшего командира орудия и, пробравшись в немецкий тыл, открыл по противнику огонь, уничтожив штурмовое орудие, 4 пулемётные точки и несколько десятков солдат и офицеров. 31 января Казаков одним из первых в своей батарее переправился через Одер в районе населённого пункта Киниц к северу от Зелова и в боях на плацдарме на его западном берегу участвовал в отражении 12 немецких контратак. Когда весь его расчёт выбыл из строя, Казаков продолжал вести огонь в одиночку, уничтожив 4 танка, 1 штурмовое орудие и около роты солдат и офицеров противника.
Указом Президиума Верховного Совета СССР от 24 марта 1945 года младший сержант Темирей Казаков был удостоен высокого звания Героя Советского Союза с вручением ордена Ленина и медали «Золотая Звезда».
После окончания войны в звании сержанта Казаков был демобилизован. Проживал в городе Горно-Алтайске, скоропостижно скончался 9 мая 1946 года.
Был также награждён рядом медалей, в т.ч. «За отвагу» (24.08.1944) и «За оборону Сталинграда».